# Ismael Quintana
Ismael Quintana (3 juin 1937 - 16 avril 2016) était un chanteur et compositeur portoricain de salsa.

## Biographie
Quintana est né à Ponce, Porto Rico. Sa famille a déménagé dans le quartier du Bronx à New York alors qu'il n'avait que deux semaines; là, il est allé à l'école et alors qu'il était encore au lycée, il a formé un groupe avec ses amis du quartier.
En 1961, le chef d'orchestre Eddie Palmieri a entendu Quintana chanter lors d'une audition et l'a invité à rejoindre son nouveau "conjunto", La Perfecta. Quintana a accepté et est devenu le chanteur principal du groupe entre 1961 et 1971. Pendant ce temps, il a co-écrit certaines des principales chansons à succès de Palmieri. Avec Palmieri, Quintana a reçu le Trophée 1966 du "Chanteur latin le plus populaire de l'année", décerné au célèbre Palladium Ballroom de New York.
Quintana quitte Palmieri pour une carrière solo et signe avec Vaya Records (filiale de Fania Records). Entre 1974 et 1983, il enregistre cinq albums en solo, marquant son premier grand succès avec « Mi Debilidad ».
En plus d'une carrière solo, Quintana a également participé avec la Fania All-Stars et est parti en tournée avec eux en Afrique, au Japon, en France, en Amérique centrale et du Sud et aux États-Unis. 
En 1976, il fait une apparition dans le film "Salsa", avec Celia Cruz et la Fania All-Stars. Au cours des années 1980, il a enregistré « Vamos, Háblame Ahora » avec Papo Lucca.
Quintana s'est semi-retraité du monde de la musique à cause de problèmes de santé et a vécu avec sa famille à New York. Il a déménagé avec sa famille dans le Colorado où, le 16 avril 2016, il est décédé d'une insuffisance cardiaque. Quintana a été enterré à Ponce, sa ville natale, au cimetière "La Piedad". Il laisse dans le deuil sa femme Yolanda et ses trois enfants : Ismael, David et Jessica.

### En solo
- 1970: Punto y aparte
- 1972: Dos Imágenes
- 1974: Ismael Quintana
- 1976: Lo Que Estoy Viviendo
- 1977: Amor, Vida y Sentimiento
- 1979: Jessica (avec Ricardo Marrero y su grupo)
- 1980: Mucho Talento (avec Papo Lucca)

### AvecEddie Palmieri
- 1962: Eddie Palmieri And His Conjunto "La Perfecta"
- 1963: El Molestoso
- 1964: Lo Que Traigo Es Sabroso
- 1964: Echando Pa'lante (Straight Ahead)
- 1965: Azúcar Pa' Ti (Sugar for You)
- 1965: Mambo Con Conga is Mozambique
- 1967: Molasses
- 1968: Champagne
- 1969: Justicia
- 1970: Superimposition
- 1971: Vamonos Pa'l Monte
- 1973: Sentido
- 1981: Eddie Palmieri (The White Album)

### Autres albums
- 1964: Songs Mama Never Taught Me (Avec Joe Cuba)
- 1966: Vladimir and His Orchestra: New Sound in Latin Jazz (Avec Vladimir Vassilief)
- 1966: El Sonido Nuevo: The New Soul Sound (Avec Eddie Palmieri et Cal Tjader)
- 1967: Bamboléate (Avec Eddie Palmieri et Cal Tjader)
- 1973: Primo (Avec Cal Tjader)
- 1976: Salsa: Original Motion Picture Sound Track Recording (Avec la Fania All Stars)
- 1976: Tribute to Tito Rodríguez (Avec la Fania All Stars)
- 1978: «Que Bueno Baila Usted» y «Francesco Guayabal» (Avec Tito Puente) - sur l'album Homenaje a Beny Moré Vol. 1
- 1979: «Mi Chiquita Quiere Guarachar» (Avec Tito Puente) sur l'album Homenaje a Beny Moré Vol. 2
- 1980: Commitment (Avec la Fania All Stars)
- 1984: Lo Que Pide La Gente (Avec la Fania All Stars)
- 1997: Bravo 97 (Avec la Fania All Stars)
- 2004: Salsa con Dulzura (Avec Jimmy Delgado)